# レジオン・ペイ・ド・ラ・ロワール・ツール
レジオン・ペイ・ド・ラ・ロワール・ツール (Région Pays de la Loire Tour) は、例年4月上旬、フランスのペイ・ド・ラ・ロワール地域圏で行われる自転車競技・ロードレースのステージレースの名称。UCIヨーロッパツアー2.1にランクされている。
1953年に創設されたが、1974年まではアマチュアに出場が限られていた。プロ出場解禁となった1975年以降のレースでは、後に著名選手となっていく選手の名前が少なからず見受けられ、若手選手の登竜門的な意味合いも持っている。
2005年のレースでは、別府史之が新人賞3位に入っている。
2007年までの名称はシルキュイ・ド・ラ・サルト (Circuit de la Sarthe, Circuit Cycliste Sarthe) 。
2008年から2022年までの名称はシルキュイ・シクリスト・サルト＝ペイ・ド・ラ・ロワール (Circuit Cycliste Sarthe-Pays de la Loire) 。

## 歴代優勝者
1975年以降
- 2025  ケヴィン・ヴォークラン（英語版）
- 2024  マライン・ファンデンベルフ（英語版）
- 2023  アレクサンダー・カンプ（英語版）
- 2022  オラフ・コーイ（英語版）
- 2021 新型コロナウイルス感染症の世界的流行 (2019年-)により未開催
- 2020 新型コロナウイルス感染症の世界的流行 (2019年-)により未開催
- 2019  アレクシー・グジャール（英語版）
- 2018  ギヨーム・マルタン（英語版）
- 2017  リリアン・カルメジャーヌ
- 2016  マルク・フルニエ（英語版）
- 2015  ラムーナス・ナヴァルダウスカス
- 2014  ラムーナス・ナヴァルダウスカス
- 2013  ピエール・ロラン
- 2012  ルーク・ダーブリッジ
- 2011  アントニー・ルー
- 2010  ルイス・レオン・サンチェス
- 2009  ダヴィ・ルレイ
- 2008  トマ・ヴォクレール
- 2007  アンドレアス・クレーデン
- 2006  シュテファン・シューマッハー
- 2005  シルヴァン・シャヴァネル
- 2004  トーマス・ルヴクヴィスト
- 2003  カルロ・ダ・クリュズ
- 2002  ディディエ・ルー
- 2001  デヴィッド・ミラー
- 2000  ダビ・カニャダ
- 1999  ステフェン・キャーガード
- 1998  メルチョル・マウリ
- 1997  メルチョル・マウリ
- 1996  アドリアーノ・バッフィ
- 1995  ティエリ・マリー
- 1994  ステファヌ・ウロ
- 1993  ジャンフランソワ・ベルナール
- 1992  ジャンフランソワ・ベルナール
- 1991  ブリュノ・コルニエ
- 1990  ディミトリ・ユダノフ
- 1989  ティエリ・ローラン
- 1988  ティエリ・マリー
- 1987  ピオトル・ウグルモフ
- 1986  ディディエ・ガルシア
- 1985  パスカル・ジュール
- 1984  クロード・モロー
- 1983  パスカル・ジュール
- 1982  イワン・ミスチェンコ
- 1981  ユーリ・バリノフ
- 1980  グレッグ・レモン
- 1979  クリスティアン・ミュズレ
- 1978  ベルント・ドローガン
- 1977  アーヴォ・ピーククス
- 1976  ベルナール・イノー
- 1975  ベルナール・イノー